# راي هنت
راي هنت (بالإنجليزية: Ray Hunt)‏ هو مدرب خيول أمريكي، ولد في 31 أغسطس 1929، وتوفي في 12 مارس 2009.